# Scorpion (Mortal Kombat)
Scorpion is een personage uit de Mortal Kombat spellenreeks. Hij werd geïntroduceerd als een personage in het eerste computerspel Mortal Kombat. Hij wordt getoond als een gele ninja. 
Scorpion is een code naam voor Hanzo Hasashi. Hij is een ninja uit de moordenaars clan de Shirai Ryu, zijn familie en clan werden aangevallen door hun vijanden de Lin kuei clan. Hij neemt deel aan de eerste Mortal Kombat toernooi om wraak te nemen op Sub-Zero de moordenaar van zijn clan en familie. Maar tijdens het toernooi komt Scorpion erachter dat Quan chi verantwoordelijk is voor de dood van Scorpions familie. Hij is een van Mortal Kombat's meest bekende figuren en is speelbaar in alle spellen, met uitzondering van de originele versie van Mortal Kombat 3.
Maar hij was wel in ultimate Mortal Kombat 3.